# Lachapelle (Lot-et-Garonne)
Lachapelle is een gemeente in het Franse departement Lot-et-Garonne (regio Nouvelle-Aquitaine) en telt 87 inwoners (2009). De plaats maakt deel uit van het arrondissement Marmande.

## Geografie
De oppervlakte van Lachapelle bedraagt 4,5 km², de bevolkingsdichtheid is dus 19,3 inwoners per km².
De onderstaande kaart toont de ligging van Lachapelle (Lot-et-Garonne) met de belangrijkste infrastructuur en aangrenzende gemeenten.

## Demografie
Onderstaande figuur toont het verloop van het inwonertal (bron: INSEE-tellingen).